# Харківський зоопарк

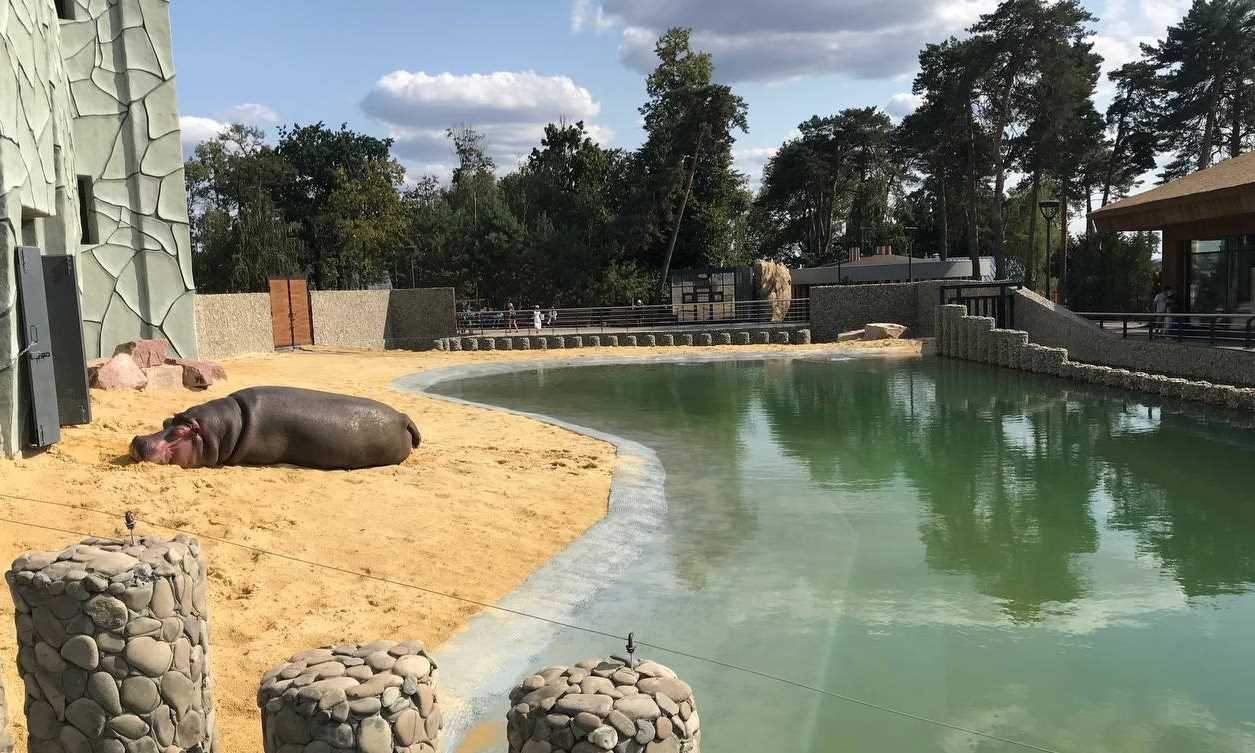
Бегемот у Харківському зоопарку

Ха́рківський держа́вний зоологі́чний парк — об'єкт природно-заповідного фонду Харкова загальнодержавного значення. Заснований у 1895 року, оголошений постановою Ради Міністрів УРСР від 22 липня 1983 року. Розташований по вул. Сумській, 35. Площа зоопарку становить 22 га.
У липні 2016 року в зоопарку почалася реконструкція. Першопочатково на неї планували витратити 104 млн гривень і завершити роботи в 2018 році. Станом на серпень 2020 року загальна сума реконструкції всіх зон зоопарку перевищила 2 млрд грн. У серпні 2021 року декілька локацій зоопарку відкрили для відвідувачів, реконструкція решти зон продовжується.

## Колекція та статус

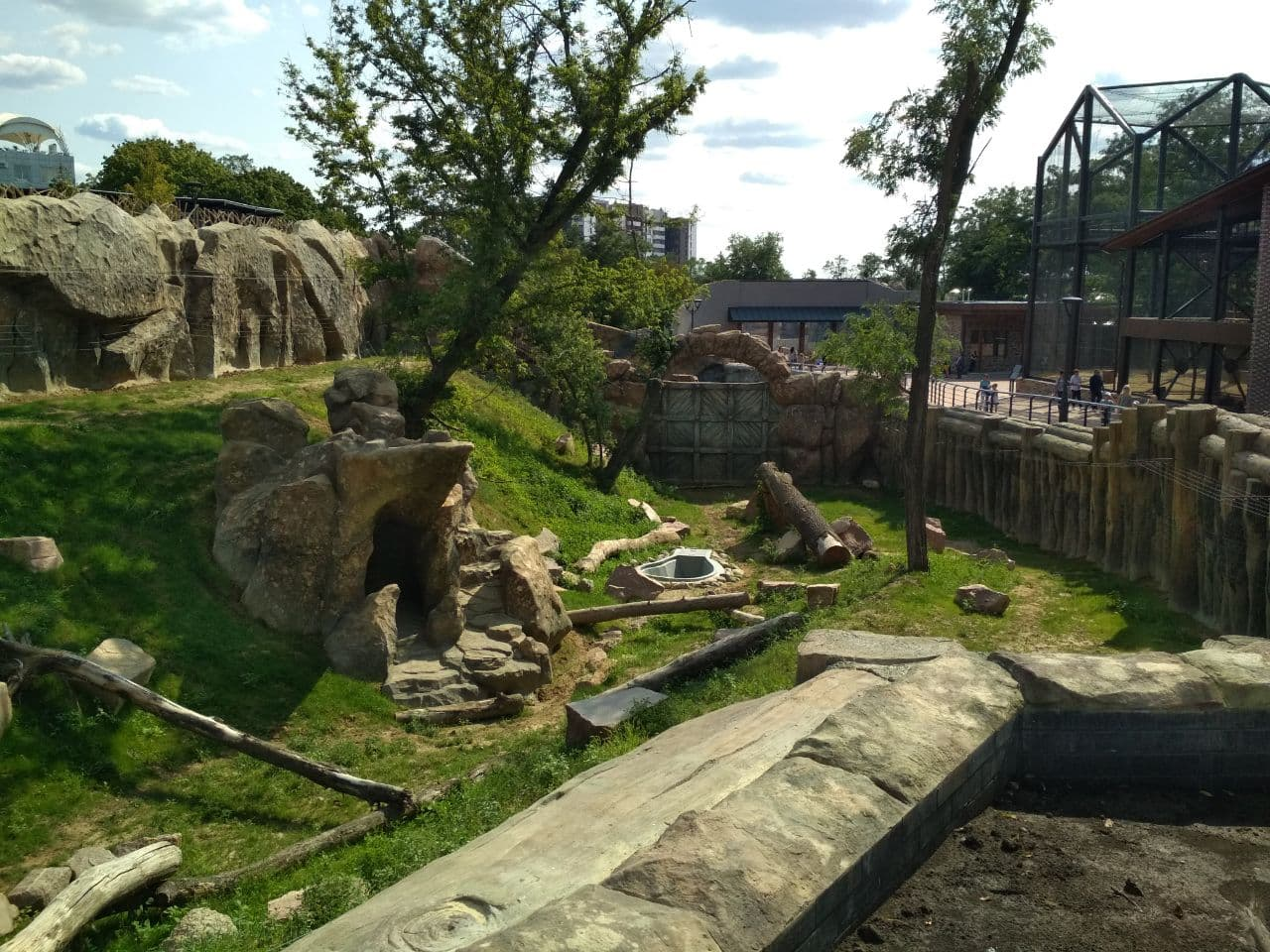
Вольєр для хижаків

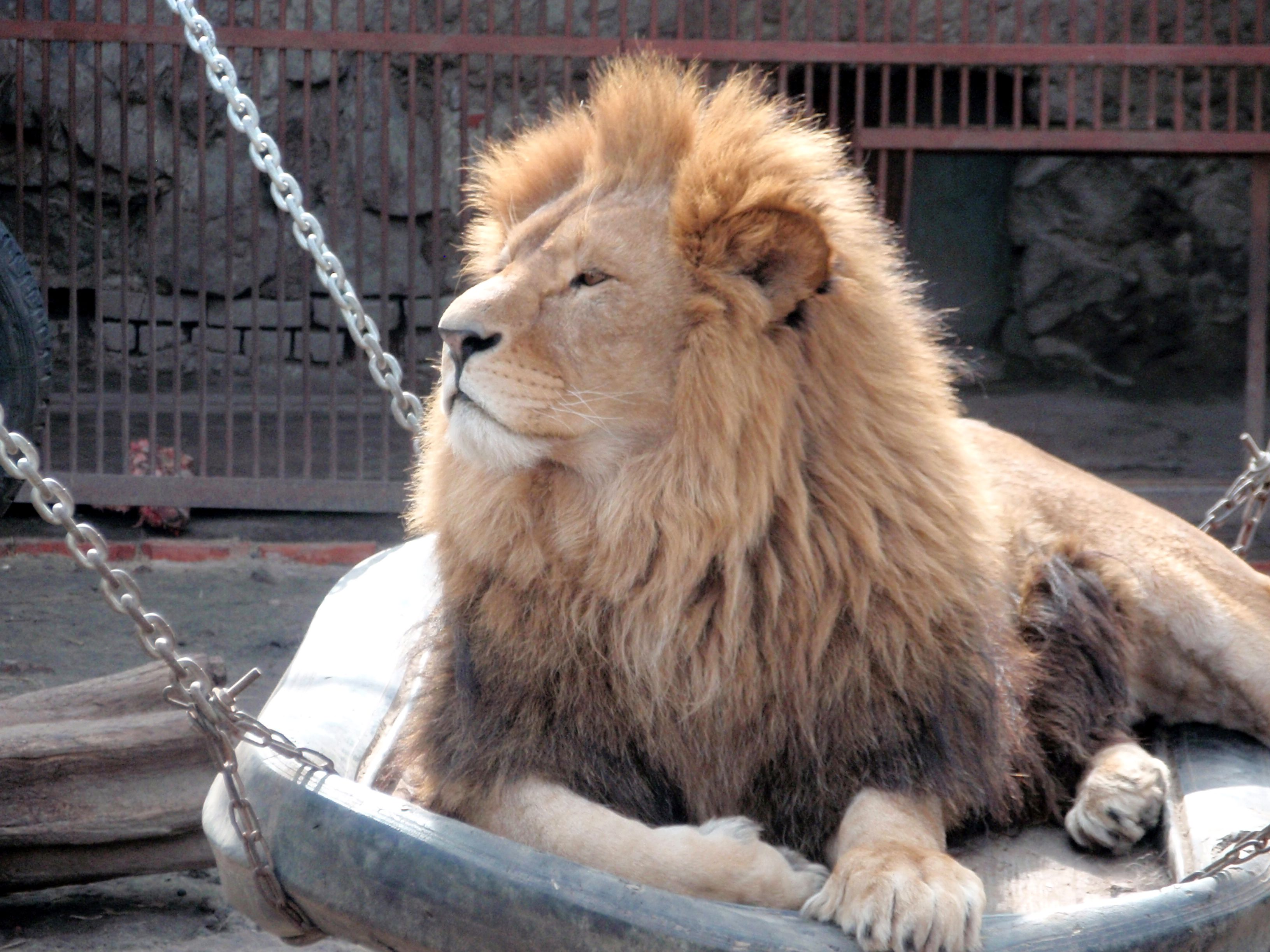
Лев Річард у Харківському зоопарку

За цінністю колекції зоопарк займає друге місце в Україні — після Київського зоопарку. В зоологічному парку зберігаються понад 384 види тварин (8 тис. особин), серед них — риби (137 видів), земноводні (2 види), плазуни (44 види), птахи (97 видів), ссавці (79 видів). З них 7 видів занесені до Європейського Червоного списку, 14 — до Червоної книги України, в складі зооколекції 93 види, які включені до Конвенції про міжнародну торгівлю дикими видами фауни і флори, що знаходяться під загрозою зникнення (CITES).
Зараз Харківський зоопарк є повноправним членом Євразійської та асоційованим членом Європейської асоціацій зоопарків і акваріумів. Співробітництво з цими організаціями передбачає участь в міжнародних програмах щодо збереження рідкісних та зникаючих видів тварин: 13 видів колекції включені до Європейської програми збереження рідкісних та зникаючих видів тварин (ЕЕР); 5 видів — до Європейської племінної книги (ESB); один вид — до Міжнародної племінної книги (по білому ведмедю).

## Історія
|                                                                |  |  |
| Ювілейна монета НБУ присвячена 120-річчю Харківського зоопарку |  |  |

Меморіальна дошка засновникові зоопарку О. Брандту

Історія створення Харківського зоопарку — першого в Україні — починається з 90-х рр. XIX ст., коли за ініціативи професора Олександра Брандта в місті була розпочата спроба організувати «акварій». В 1894 р. правління Південно-російського товариства акліматизації звернулося до ректора Харківського імператорського університету М. Олексієнка з проханням передати в оренду частину території Університетського саду для організації виставки. В 1895 р. на ділянці (близько 2,5 га) землі дослідного поля Університетського саду товариство відкрило бжільничо-шовковознавську станцію. Вона розміщувалась у дерев'яному будинку, спорудженому за проєктом братів архітекторів С. І. та І. І. Загоскіних (нині це будівля дирекції зоопарку).
Спочатку колекція складалася з дрібних хижаків, дрібних птахів і свійських тварин. У 1900 р. із акліматизаційного зоопарку в Асканії-Новій до Харкова прибула перша партія ссавців і птахів. А саму споруду того самого «акварію» було завершено у 1906 р. — нині у ньому розміщується тераріум. До Жовтневої революції у зоопарку вже були обладнані пташині вольєри і ставок для водоплавних птахів, клітки для вовків, лисиць і навіть білих ведмедів, існували мавпятник і лев'ятник.
Після революції Південно-російське товариство акліматизації припинило існування, прийшов у занепад і Харківський зоопарк. Тільки у 1921 р. починається відновлення і розбудова зоопарку за участі В. Г. Аверіна, пізніше відомого вченого, зоолога. Місце завідувача зоосадом посів Микола Петрович Евальд. Вже у 1926–1927 рр. були побудовані слоновник і мавпятник, теплі приміщення для великих хижаків. 1 травня 1928 р. було відкрито зоомузей. З цього ж періоду при зоопарку розпочав роботу кружок юних біологів. У 1929 р. територію зоопарку було розширено. Це дозволило влаштувати новий ставок і нові вольєри для птахів і копитних тварин. У 1932 р. за проєктом архітектора Ширшова будується брама головного входу в зоопарк.
За період 1830–1920 рр. площа зоопарку збільшилася в 10 разів і до 1941 р. на ній експонувалися представники близько 100 видів ссавців, приблизно стільки ж риб, земноводних, плазунів і більше 200 видів птахів.

Коли розпочалася друга світова війна, і Харкову загрожувала окупація німецькими військами, М. П. Евальду запропонували залишитись працювати в Харкові з метою, наскільки можливо, зберегти колекцію тварин. Він погодився, попросивши допомогти зоопарку кормами. Вночі потому на територію зоопарку таємно заїхало кілька вантажівок. Група червоноармійців вирила великі ями і склала туди мішки з картоплею і збіжжям. Однак, надовго цього вистачити не могло.
24 жовтня 1941 р. Харків зайняли німецькі війська, але роботі зоопарку вони перешкоджати не стали. А коли ситуація на фронті дозволила німцям сподіватися на перемогу, навіть почали надавати допомогу для харчування тварин. 
Станом на кінець червня 1943 року в зоопарку перебували 28 екземплярів хижаків, 32 екземпляри копитних, 11 мавп, велика кількість пернатих і багато екзотичних риб. 
З середини травня до кінця червня 1943 року Зоологічний парк відвідало близько 53 000 осіб, з яких значна кількість німецьких військових. 
Під час серпневих боїв 1943 р. загинула велика кількість тварин. Заразом зоопарк втратив і цінні наукові матеріали та документи, що велися від самого його заснування. Були втрачені журнали спостережень ветеринарів, відомості про годування і утримання тварин, навіть креслення будівель і комунікацій, а також бухгалтерські документи. На момент приходу радянських окупантів у зоопарку вціліли лише 4 ведмеді, 5 мавп і 1 вовк. Частково були зруйновані слоновник, мавпятник і акваріум, зламані всі огорожі. Загальний збиток склав 1 мільйон радянських рублів. Замість колишніх 100 співробітників до роботи приступили 40 осіб, при цьому тільки 15 із них працювали в зоопарку раніше.
Вже на п'ятий день після захоплення Харкова совєтами було видано постанову Харківської міської ради, в котрій зазначалося, що зоопарк вважається відкритим з 29 серпня 1943 р. У 1944 р. зоопарк отримав першу партію тварин. Із евакуації до Харкова повернулися наукові інститути, і восени 1944 р. при зоопарку почала працювати Вчена рада під керівництвом В. Г. Аверіна. Почався період відновлення і розбудови зоопарку.
Після проголошення незалежності України у 1991 р. зоопарк на деякий час прийшов у занепад. Але вже 1995 р. став для нього «щасливим». До столітнього ювілею Харківського зоопарку на урочисті заходи приїхали, з живими тваринами у подарунок, гості із зоопарків України і інших країн. З цього часу зоопарк постійно покращує умови утримання тварин. Побудований ведмежатник з басейнами для ведмедів, вольєр із штучною скелею для гривастих баранів, впорядковуються ставки. З 2009 р. працює Дім Юннатів.

## Цікаві факти

Пам'ятник макакам-резусам Гектору, Розі та Дезі

У 1930-і роки в зоопарку працював зоомагазин, де продавалися корма і приналежності для тварин, акваріумні рибки і дрібні свійські тварини. На замовлення виготовляли акваріуми, тераріуми і клітки для співочих птахів.
22 серпня 2008 р. у зоопарку на алеї напроти входу в будинок приматів відкрили пам'ятник мешканцям зоопарку, які змогли врятуватися під час Німецько-радянської війни. У числі вцілілих мешканців виявилися три макаки — Гектор, Роза та Дезі. Їм удалося втекти зі зруйнованого мавпятника під час бомбардування. Мавпочки пережили окупацію в Держпромі, їжею з ними ділилися жалісливі люди, а після визволення міста макак виловили та повернули в зоопарк. Саме їхні фігурки прикрасили пам'ятник.

У червні 2011 року виявилося, що бегемот, який народився в зоопарку і вже прожив там 20 років, і якого вважали самцем, насправді є самицею.